# Jackie Lomax
John Richard 'Jackie' Lomax (10 de mayo de 1944 - 15 de septiembre de 2013) fue un guitarrista cantante y compositor inglés, conocido por su asociación con George Harrison y Eric Clapton. Nacido en Wallasey, Cheshire, Inglaterra, más tarde residió en Ojai, California, Estados Unidos, con su esposa, Annie (anteriormente Norma Richardson), la madre del fotógrafo de moda Terry Richardson.
Lomax era un miembro de Dee and the Dynamites, The Undertakers, The Lomax Alliance, Heavy Jelly y Badger. Trabajó con The Tea Bags, George Harrison, Eric Clapton, Jeff Beck, Leon Russell y Nicky Hopkins.
El 15 de septiembre de 2013, Jackie Lomax murió en la península de Wirral durante su estancia en Inglaterra para la boda de uno de sus hijos.

## Grabaciones
- The Undertakers Unearthed 1963-65
- The Lomax Alliance and CBS Recordings 1966-1967
- Is This What You Want? 1969 No. 145 US[5]
- Heavy Jelly 1970
- Home Is In My Head 1971
- Three 1972
- "White Lady" / "Badger" 1974
- Livin' For Lovin' 1976
- Did You Ever Have That Feeling? 1977
- True Voices (Various Artists) 1991
- The Ballad of Liverpool Slim 2001 & 2004
- The Ballad of Liverpool Slim...and Others (Angel Air Records)[6]
- Against All Odds (Angel Air Records) 2014[7]